# Paul Kleefoot
Paul Kleefoot (* 14. Dezember 1870 in Hamburg; † 25. April 1938 in Ludwigshafen am Rhein) war ein deutscher Politiker (SPD).

## Leben und Beruf
Nach dem Besuch der Volksschule in Hamburg bis 1885 absolvierte Kleefoot eine Lehre in der Tabakindustrie, erwarb den Meisterbrief und ging auf Wanderschaft. Seinen Militärdienst trat er 1892 an, in diesem Jahr trat er auch der SPD und der Gewerkschaft bei. 1893 wurde er Werkführer in einer Mannheimer Zigarrenfabrik und siedelte nach Ludwigshafen am Rhein über. Dort wurde er 1905 Redakteur, später auch Chefredakteur, der SPD-Zeitung Pfälzische Post. Ab 1915 war er Direktor des Konsumvereins.

## Politik
Ab 1907 war er Vorsitzender der Ludwigshafener SPD und ab 1910 Mitglied des Gauvorstands. Von 1915 bis 1920 wurde Kleefoot in den Stadtrat von Ludwigshafen am Rhein gewählt. Von 1919 bis 1920 war er Abgeordneter im Bayerischen Landtag. 1920 wurde er zum Zweiten Bürgermeister von Ludwigshafen am Rhein gewählt mit der Zuständigkeit für das Sozialwesen. 1933 enthoben ihn die Nationalsozialisten von seinem Amt und er wurde in Schutzhaft genommen.
In Ludwigshafen gibt es einen Paul-Kleefoot-Platz.